# Pino Passalacqua
Pino Passalacqua (Sant'Eufemia d'Aspromonte, 9 ottobre 1936 – Roma, 29 luglio 2003) è stato un regista e sceneggiatore italiano, attivo in cinema, televisione e teatro.

## Biografia
La sua carriera si è sviluppata quasi esclusivamente in ambito televisivo, con regie e sceneggiature. 
È stato fra l'altro aiuto regista di Antonio Petrucci nel documentario del 1963 sui lavori del Concilio Ecumenico Vaticano II.
Nel 1978 ha diretto la miniserie televisiva Il balordo, tratta dal romanzo omonimo del 1967 di Piero Chiara.
Nel 1992 fece scalpore la miniserie televisiva, da lui diretta, Contro ogni volontà, per i toni franchi e diretti con cui venne affrontato il tema dello stupro in televisione.
Per molti anni fu anche insegnante di recitazione, compagno della scenografa Elena Ricci Poccetto, e padre putativo dell'attrice Elena Sofia Ricci, con la quale lavorò in due occasioni: nel 1988 in Chiara e Francesca, e nel 1992 in Contro ogni volontà.

## Filmografia
(come regista e sceneggiatura, salvo ove diversamente indicato)
- Solo contro tutti, regia di Antonio del Amo (1965) - Solo sceneggiatura
- In tre verso l'avventura (1971) (versione cinematografica dello sceneggiato televisivo Verso l'avventura del 1970)
- Il dio di Roserio, (1971) (film TV )
- Aggressione nella notte (Asalto nocturno) di Alfonso Sastre, prosa TV, trasmessa il 19 dicembre 1975.
- Sarti Antonio brigadiere (1978, sceneggiato televisivo)
- Il balordo (1978, sceneggiato televisivo)
- La mano sugli occhi (1979, miniserie televisiva)
- Il diavolo al Pontelungo (1982, miniserie televisiva, solo regia)
- Roma, 16 ottobre 1943: cronaca di un'infamia (1983)
- Western di cose nostre (1984, tv)
- L'armata s'agapò (1985, tv)
- Un siciliano in Sicilia (1987, miniserie televisiva)
- Chiara e Francesca (1988, miniserie televisiva, solo regia)
- Dietro la paura (1989, solo regia)
- Dagli Appennini alle Ande  (1990, miniserie televisiva)
- Contro ogni volontà (1992, miniserie televisiva, solo regia)
- Il ritorno di Ribot (1991, miniserie televisiva)